# Róbmy swoje '95
Róbmy swoje '95 – album Wojciecha Młynarskiego, wydany w 1995 roku jednocześnie na kasecie i na CD.

## Muzycy
- Wojciech Młynarski – śpiew
- Jerzy Bartz - perkusja
- Andrzej Łukasik - kontrabas
- Henryk Miśkiewicz - saksofon altowy
- Jerzy Derfel - kierownictwo muzyczne, aranżacje, fortepian

## Lista utworów
1. Zeszycik z 1 klasy (muz. Jerzy Derfel)
2. Ballada o przyszłości chirurgii (muz. Jerzy Derfel)
3. Baba o sześciu cyckach (muz. Jerzy Wasowski)
4. Ile ja dopłacam? (muz. Jerzy Matuszkiewicz)
5. Nie mam jasności w temacie Marioli (muz. Jerzy Matuszkiewicz)
6. Fruwa twoja marynara (muz. Wojciech Młynarski)
7. Ach to był szał gdy Duduś grał (muz. Jerzy Matuszkiewicz)
8. Dziewczyny z Komorowa (muz. Jerzy Matuszkiewicz)
9. Gruz do wywózki (muz. Jerzy Derfel)
10. Żurek (muz. Jerzy Derfel)
11. Ballada o szewcu Dratewce (muz. Jerzy Derfel)
12. O tych co się za pewnie poczuli (muz. Jerzy Derfel)
13. Wszędzie jest dobrze tam gdzie nas nie ma (muz. Jerzy Derfel)
14. Róbmy swoje '95 (muz. Jerzy Wasowski)
15. Daj des (muz. Janusz Sent)
16. Rap w sprawie diety
17. Strasznie lubię cię piosenko (muz. Jerzy Derfel)

## Informacje dodatkowe
Nagrań dokonano w studio SONUS w Łomiankach k. Warszawy, sierpień-wrzesień 1994, realizator Jacek Hamela.